# ونیس (فلوریدا)
ونیس (به انگلیسی: Venice) شهری در شهرستان ساراسوتا ایالت فلوریدا است که در سال ۱۹۲۶ بنیان‌گذاری شده‌است. این شهر طبق سرشماری سال ۲۰۱۰ میلادی، ۲۰٬۷۴۸ نفر جمعیت داشته و مساحت آن نیز ۲۵٫۰ کیلومتر مربع است.

## نگارخانه

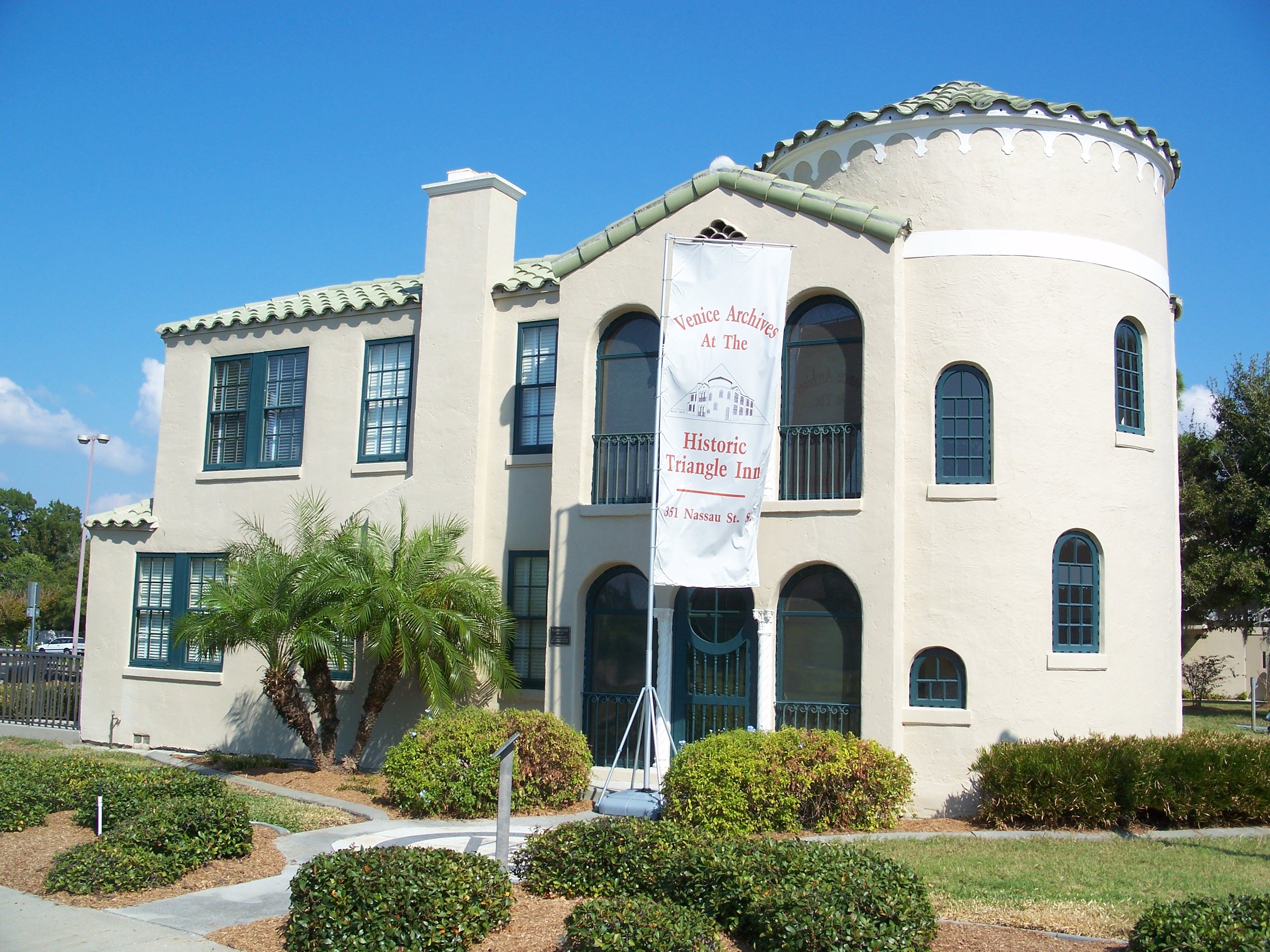
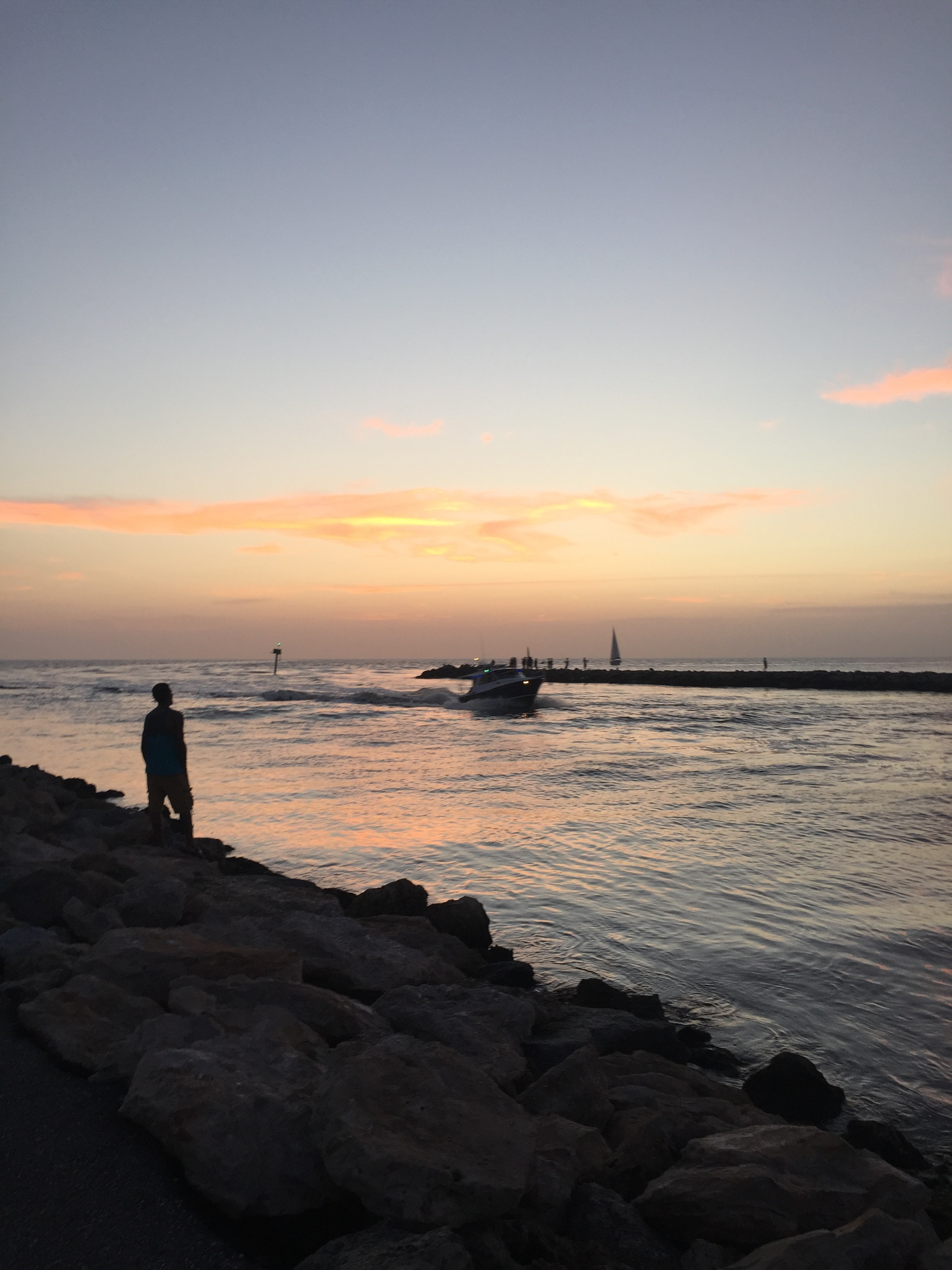